# وینا (مریلند)
وینا (به انگلیسی: Vienna) شهری در ایالت مریلند کشور ایالات متحده آمریکا است که جمعیت آن در سرشماری سال ۲۰۱۰ میلادی، ۲۷۱ نفر بوده‌است.